# Muralla de Coca

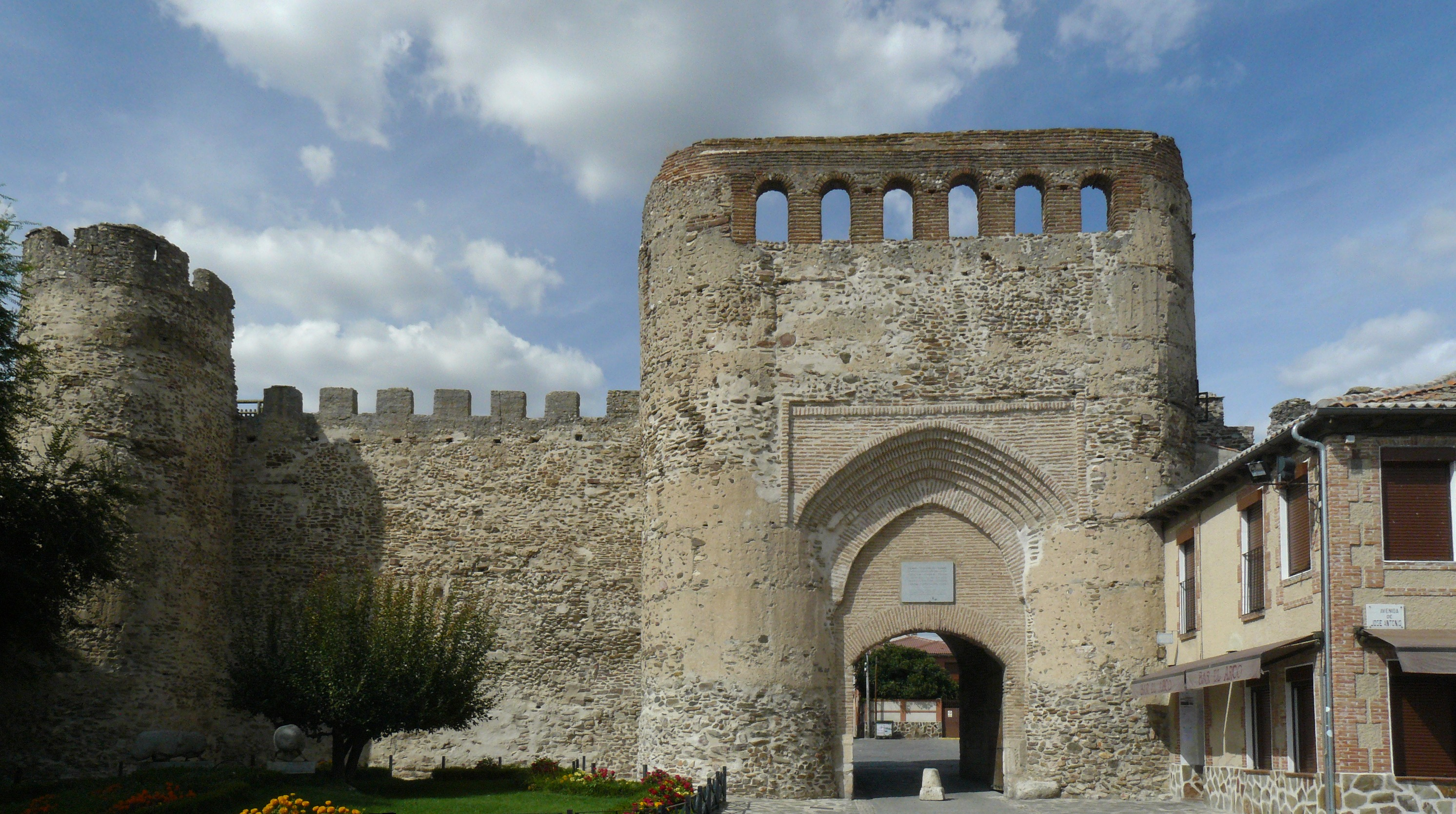
Puerta la Villa, uno de los accesos de la muralla.

La Muralla de Coca fue una construcción militar ubicada en el municipio segoviano de Coca (Castilla y León).
Del conjunto de muros se conservan únicamente 200 metros de recorrido, y una de las tres puertas de acceso con las que contó el conjunto, la puerta de Segovia, conocida popularmente como la puerta de la Villa. Fue derribada en gran parte entre los siglos XVIII y XIX, y se intentaron recuperar sus restos en el año 2000 a través de una intervención de la Escuela Taller Municipal.
En el año 1931 fue declarado Conjunto Histórico con el nombre de Recinto murado de Coca Puerta de la Villa y bajo el código RI-53-0000548.